# Galaya
De Galaya, beter bekend als Iqer'iyen (Berbers: ⵉⵇⴻⵔⵄⵉⵢⴻⵏ) zijn een stam in het Rifgebergte, in het noordoosten van Marokko. Enkele steden die in dit stamgebied vallen zijn Nador, Beni Ansar en Azghenghan. Historisch gezien valt de Spaanse enclave Melilla ook in het stamgebied van de Iqer'iyen. Deze enclave wordt tegenwoordig bewoond door zowel Marokkanen als Spanjaarden.

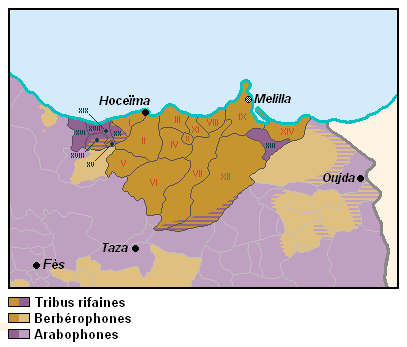
De Iqer'iyen worden aangegeven met IX

## Naam
De naam is een verbastering van het Arabische al-Qala', wat het kasteel betekent. Het woord komt van de naam van een belangrijke middeleeuwse vesting in het gebied: al-Qala Kert. De naam werd voor het eerst gebruikt voor het gebied en de daar wonende stammen toen de Meriniden zich in 1213 in Tazouta, nabij Nador, vestigden.

## Geschiedenis
De eerste historische vermelding van dit gebied is de Carthaagse stichting van Rusadir (het huidige Melilla). Na de Carthagers zag dit gebied de Romeinen en de Byzantijnen komen.
In de vroege islamitische periode werd dit gebied bevolkt door de Beni Ouartada. Deze stam werd begrensd door de Ghasasa, de Matmata en de Banu Ifran. Deze Bani Ouartada bleven het gebied domineren tot de 11e eeuw, toen ze in al-Qala' Kert hun belangrijkste vestiging hadden. Met Melilla (het oude Rassadir) ontwikkelde al-Qala' Kert zich tot een belangrijke eindbestemming in de trans-Saharaanse goudhandel: van hieruit werd het goud verscheept naar Al-Andalus.
In de 9e en 10e eeuw was het gebied toneel van gevechten tussen de Omayaden van Cordoba en de Fatimiden. Zowel Melilla als al-Qala' Kert werden in de 926 toegevoegd aan het rijk der Fatimiden.
Toen de Hammudiden van Málaga halverwege de 11e eeuw werden onttroond door de Ziriden van Granada, vestigde de prins Muhammad ibn Idris al-Hammudi zich in 1066, op verzoek van de stammen daar, in Melilla. Deze al-Hammudi en zijn zoon zouden tot de komst van de Almoraviden in 1080 over het gebied heersen. In 1141 namen de Almohaden Melilla in.
In 1213 vestigden de Meriniden zich ten zuiden van Melilla, in Tazouta. Van daaruit voerden zij een oorlog tegen de heersende Almohaden, die in de jaren 1240 zou leiden tot de inname van Taza, Meknes en Fes. Met de komst van de Meriniden vestigden een groot aantal Zenata zich in het gebied en vermengden zich met de plaatselijke bevolking. Nog voor 1240 spraken bronnen al over de inwoners van het gebied als Galaya (letterlijk: mensen van al-Qala (Kert)).
Direct na hun komst begonnen de Meriniden met de bouw van de versterkte stad Ghassasa. In deze vroege jaren van hun bewind functioneerde Ghassasa als hun belangrijkste haven. De ruïnes zijn te zien in Beni Bûgâfar, 15 km buiten Nador, en behoren tot de vroegste voorbeelden van de Merinidenbouwkunst.

## Substammen
De Iqer'iyen zijn onderverdeeld in de volgende vijf substammen:
- Beni Bouifrour
- Beni Sidel
- Beni Bouyafar
- Beni Chiker
- Mazouza